# 고를리체군

마워폴스카주 지도에 표시된 고를리체군의 위치

고를리체군(폴란드어: powiat gorlicki)은 폴란드 마워폴스카주에 위치한 군으로 군청 소재지는 고를리체이며 면적은 967.36km2, 인구는 116,865명(2019년 기준)이다.
서쪽으로는 노비송치군, 북쪽으로는 타르누프군, 동쪽으로는 포트카르파츠키에주 야스워군과 접하며 남쪽으로는 슬로바키아와 국경을 접한다. 10개 지방 자치체(1개 도시, 2개 도시형 농촌, 7개 농촌)를 관할한다.

군기
군 문장